# Audan Mangghystau
Der Audan Mangghystau (kasachisch Маңғыстау ауданы Mangghystau audany, russisch Мангистауский район Mangistauski rajon) ist ein Bezirk im Gebiet Mangghystau in Kasachstan.

## Geografie
Der Audan Mangghystau liegt im Westen Kasachstans im Gebiet Mangghystau auf der Halbinsel Mangischlak. Er grenzt im Norden an den Audan Beineu, im Osten an die zu Usbekistan gehörende autonome Republik Karakalpakistan und im Süden an den Audan Qaraqija. Im Westen grenzen der Audan Munaily und der Audan Tüpqaraghan an den Bezirk. 
Im Norden besitzt der Bezirk eine Küste am Kaspischen Meer. Dort befindet sich die Bucht Öliqoltyq, an die sich die Bucht Qaidaq, ein schmaler Meeresarm des Kaspischen Meeres, anschließt. Beide sind infolge des sinkenden Meeresspiegels mittlerweile ausgetrocknet. Die Landschaft der Region ist flach, der nördliche Teil des Bezirks wird vom Kaspischen Tiefland eingenommen. Dieser Teil liegt mehrere Meter unter dem Meeresspiegel. Der östliche Teil des Bezirks liegt auf dem Ustjurt-Plateau, einer ausgedehnten wüsten- bis steppenartigen Hochebene. Im Westen des Audan Mangghystau liegt die Bergkette Mangghystau, ein bis zu 500 Meter hohes Gebirge, das vor allem aus Kalkstein und Sandstein besteht.

## Geschichte
Der Bezirk wurde am 3. September 1928 gegründet. Grundlage war eine Resolution des Allrussischen Zentralen Exekutivkomitees über die Regionalisierung in der Kasachischen ASSR. Dadurch wurde der Okrug Adajew geschaffen, zu dem auch der ebenfalls neu geschaffene Rajon Mangistau gehörte. Zum Verwaltungszentrum des Bezirks wurde die Stadt Fort-Aleksandrowskij (heute Fort Schewtschenko).
Am 16. Oktober 1939 wurde der Bezirk geteilt; der Rajon Mangistau bestand weiter mit dem Verwaltungszentrum im Ort Schyngyldy und der Rajon Schewtschenko mit Zentrum in Fort-Aleksandrowskij. Die beiden neuen Bezirke wurden außerdem Teil der Oblast Gurjew. Bereits 1941 wurde der Ort Tauschyq zum Zentrum des Bezirks. In den 1950er Jahren war der Bezirk ein Zentrum der Schafzucht in der Region. In den frühen 1960er Jahren begann mit der Entdeckung von Öl- und Gasfeldern und dem Bau der Eisenbahnstrecke Makat–Mangyshlak die wirtschaftliche Entwicklung des Bezirks. Im Jahr 1966 wurde das Zentrum des Bezirks mit der Inbetriebnahme der Eisenbahnstrecke in die Siedlung Schetpe verlegt.
Mit Gründung der Oblast Mangyshlak 1973 wurde der Bezirk Bestandteil dieser neuen Oblast.

## Bevölkerung
Bei der Volkszählung 1999 hatte der Audan Mangghystau 29.024 Einwohner. Die Volkszählung 2009 ergab für den Bezirk eine Einwohnerzahl von 31.215. Bei der letzten Volkszählung 2021 lebten 35.052 Menschen im Audan Mangghystau. Die Fortschreibung der Bevölkerungszahl ergab zum 1. Januar 2025 eine Einwohnerzahl von 34.850.
| Einwohnerentwicklung               | Einwohnerentwicklung | Einwohnerentwicklung | Einwohnerentwicklung | Einwohnerentwicklung | Einwohnerentwicklung | Einwohnerentwicklung | Einwohnerentwicklung |
| 1939                               | 1959                 | 1970                 | 1979                 | 1989                 | 1999                 | 2009                 | 2021                 |
| ---------------------------------- | -------------------- | -------------------- | -------------------- | -------------------- | -------------------- | -------------------- | -------------------- |
| 33.385                             | 18.109               | 37.086               | 25.327               | 28.435               | 29.024               | 31.215               | 35.052               |
| Anmerkung: Volkszählungsergebnisse |                      |                      |                      |                      |                      |                      |                      |

## Verwaltungsgliederung
Der Audan Mangghystau ist in zwölf ländliche Bezirke (kasachisch Ауылдық округ Auyldyq okrug; russisch Сельский округ Selski okrug) gegliedert (Stand: 2021).
| Ländlicher Kreis | Einwohner | Einwohner | Orte                               |
| Ländlicher Kreis | 2009      | 2021      | Orte                               |
| ---------------- | --------- | --------- | ---------------------------------- |
| Aqschymyrau      | 1.264     | 1.117     | Aqschymyrau                        |
| Aqtöbe           | 1.574     | 1.772     | Sasdy, Scharma, Uschtaghan         |
| Ondy             | 1.803     | 1.295     | Basqudyq, Beki, Ondy               |
| Otpan            | 361       | 352       | On Bessinschi Beket, Tuschtschybek |
| Qysan            | 1.997     | 1.929     | Qysan                              |
| Sajötes          | 2.577     | 2.135     | Bosdaq, Sajötes                    |
| Schajyr          | 1.837     | 1.565     | Schajyr, Tasmuryn, Tigen           |
| Scharmysch       | 1.866     | 1.984     | Scharmysch                         |
| Schebir          | 1.299     | 1.350     | Schebir                            |
| Schetpe          | 12.223    | 16.762    | Schetpe                            |
| Schyngghyldy     | 2.278     | 2.820     | Schyngghyldy                       |
| Tuschtschyqudyq  | 2.136     | 1.971     | Qijaqty, Tuschtschyqudyq           |

## Kultur und Sehenswürdigkeiten

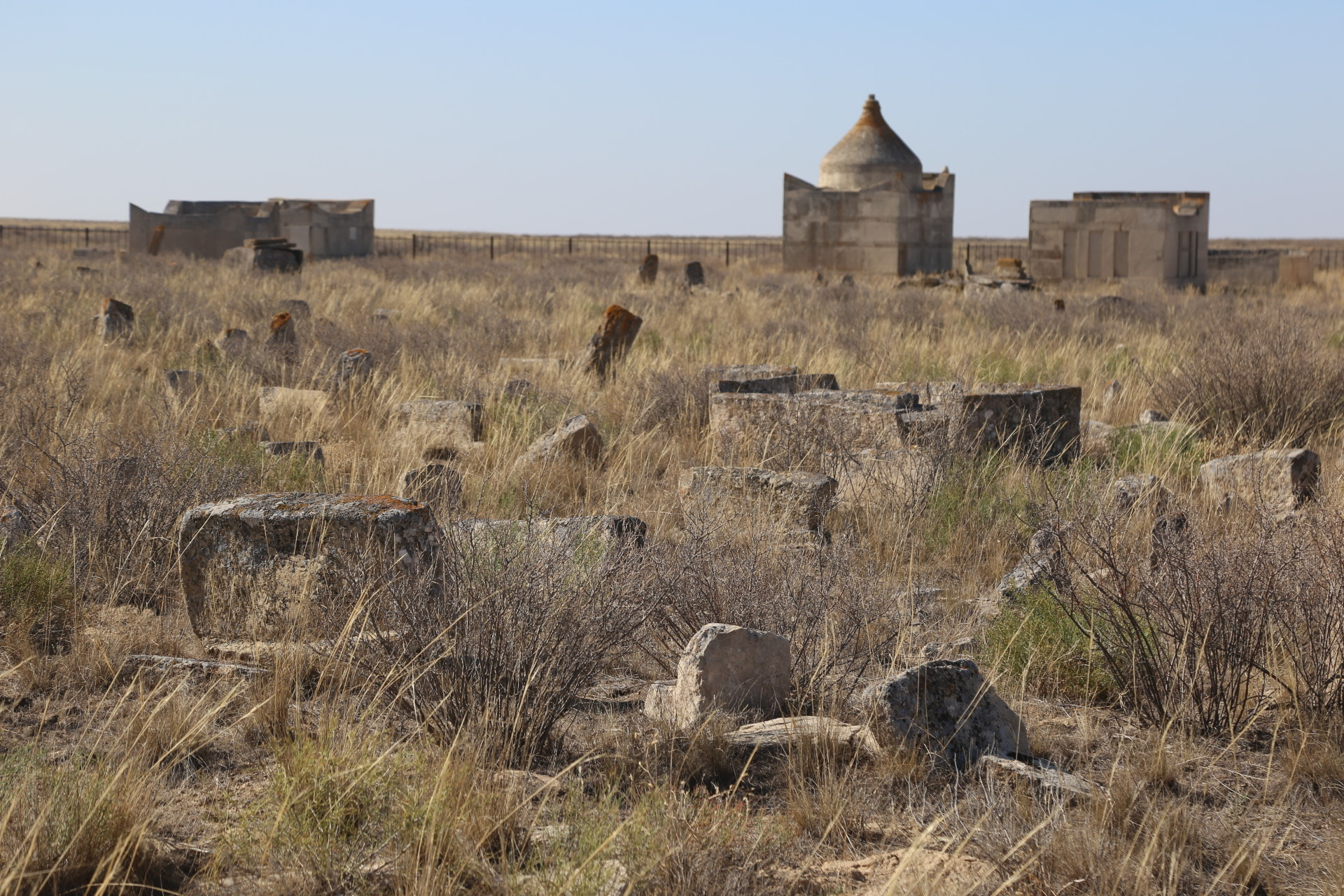
Nekropole von Seissem Ata
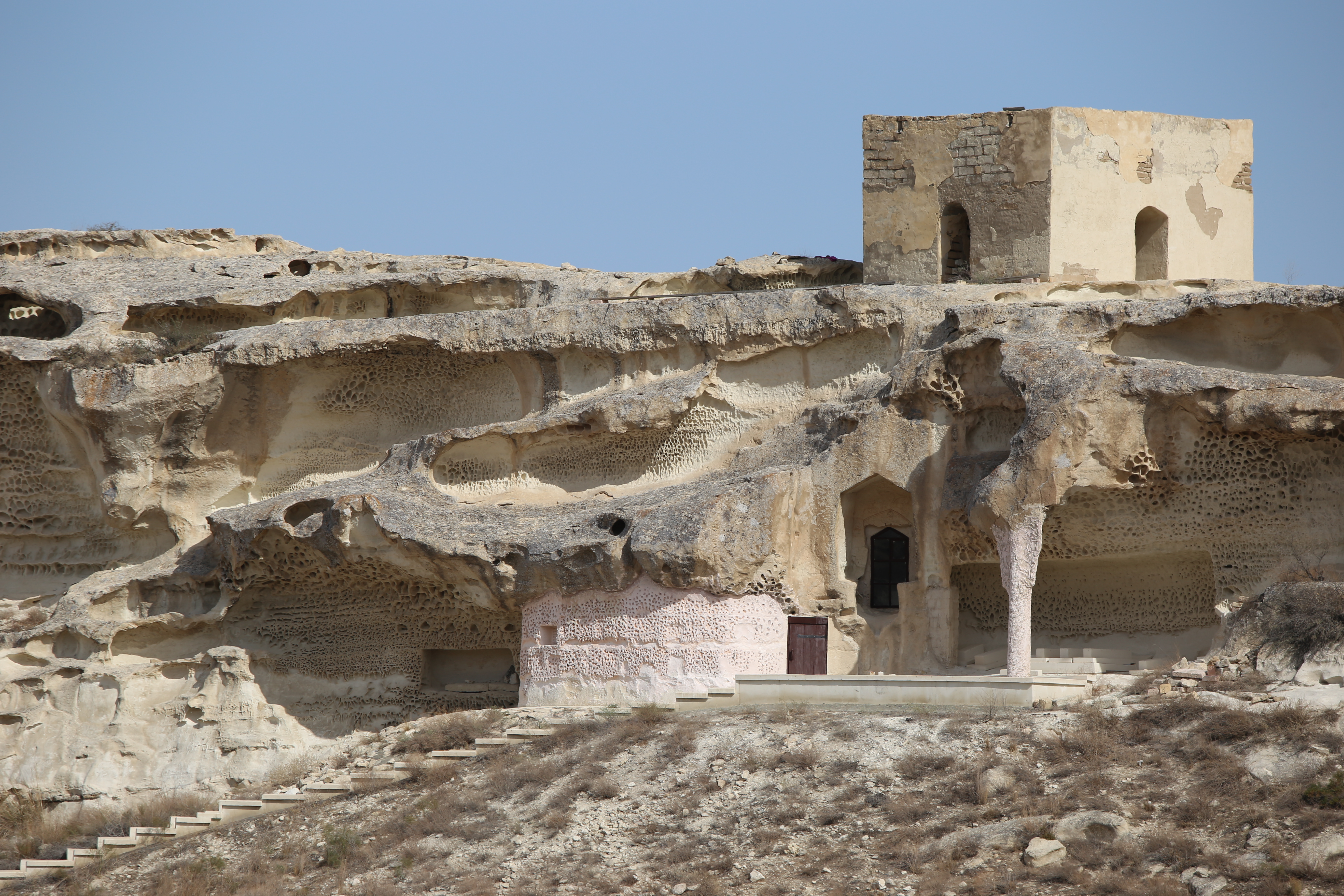
Nekropole und unterirdische Moschee von Shakpak Ata
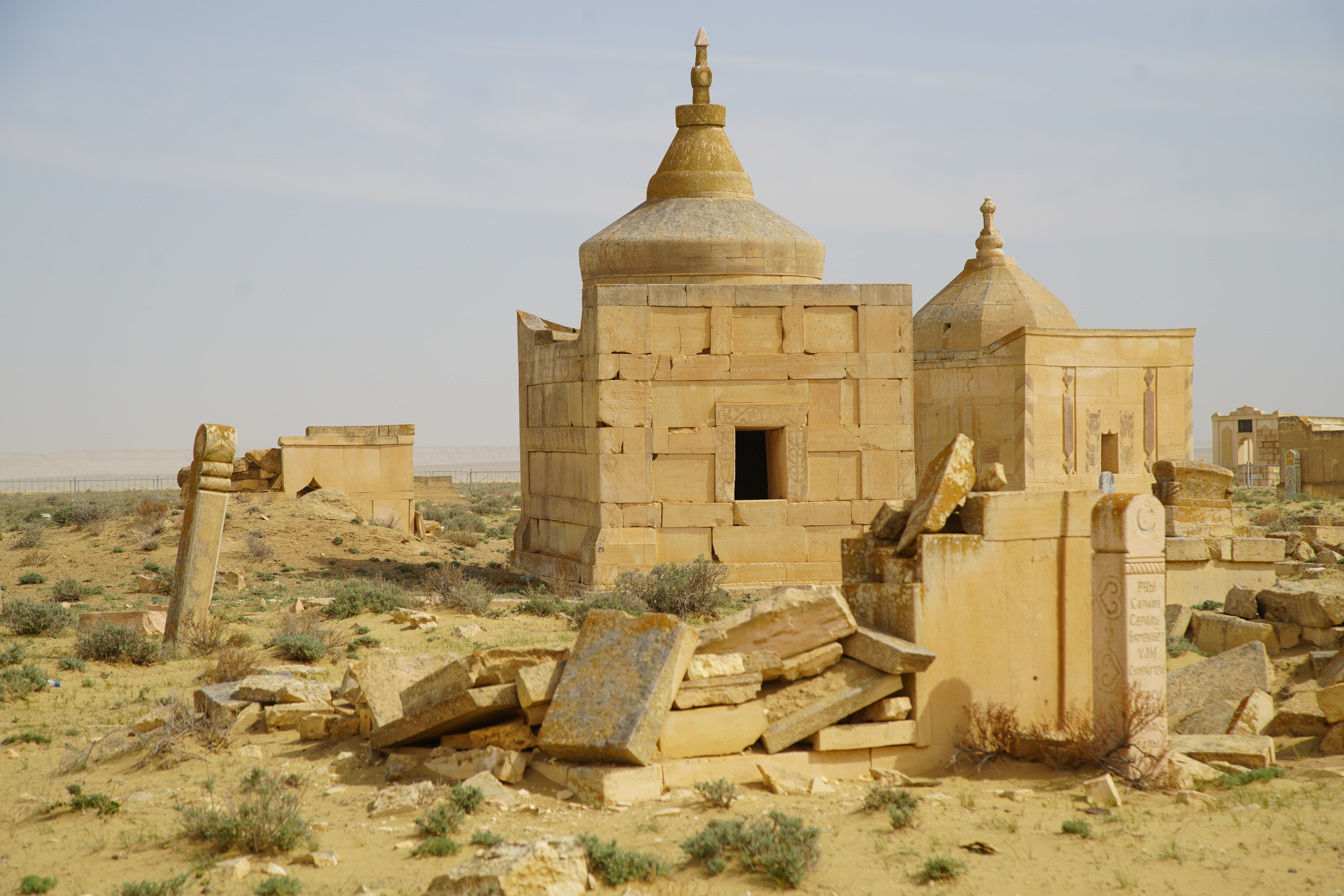
Nekropole von Beki
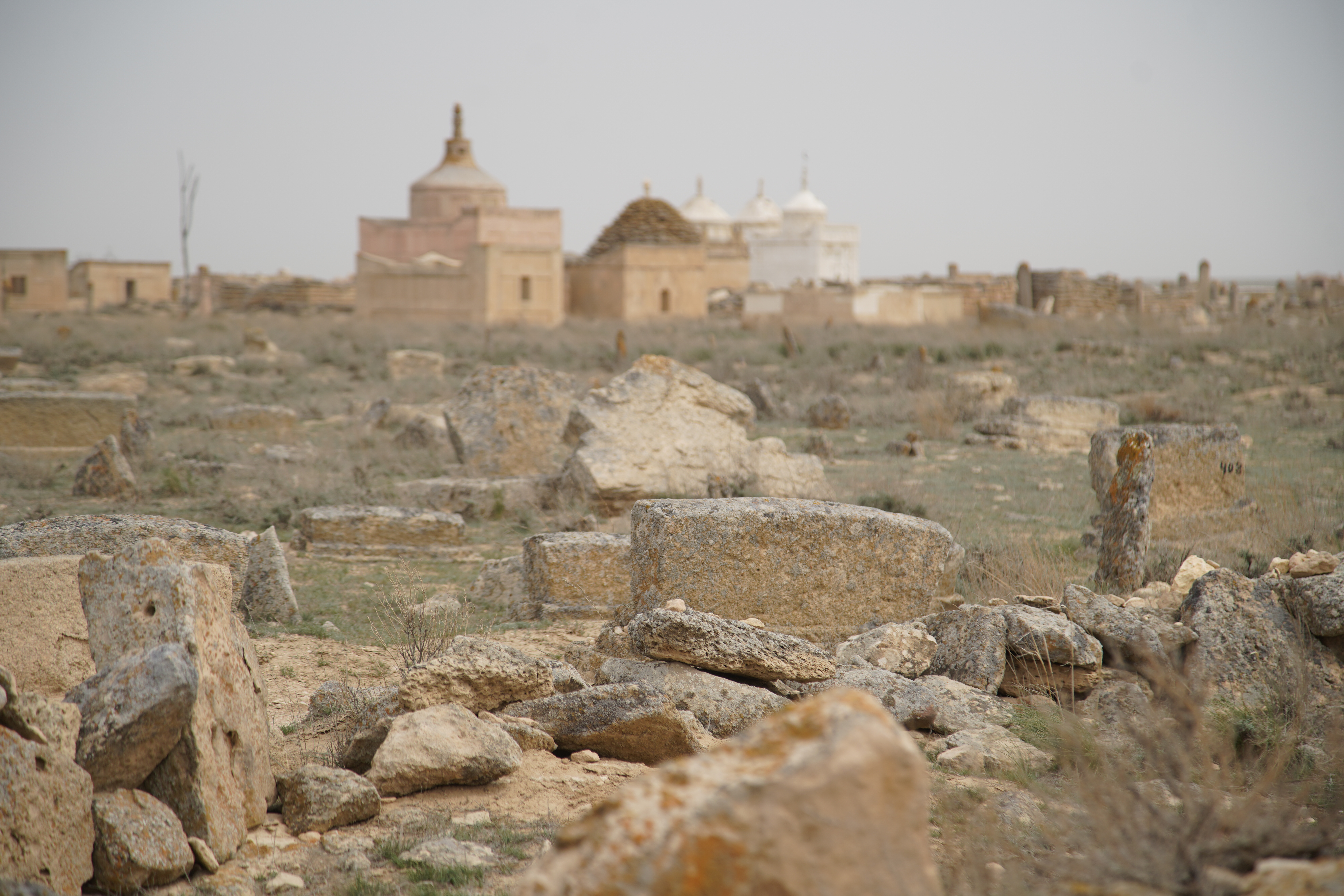
Nekropole von Qaraman Ata